# 大森公式
大森公式（おおもりこうしき、Omori formula）は、地震で初期微動継続時間から、震源距離（観測地点から震源までの距離）を求める式である。また地震波の速度からいつ震動が到達するかを予想できる。
1899年、大森房吉が発表した。

## 初期微動継続時間と震源距離
震源距離を{\displaystyle d} 、P波の速度を {\displaystyle v_{p}} 、S波の速度を {\displaystyle v_{s}} とすると、P波の到着にかかった時間 {\displaystyle t_{p}}及び、S波の到着にかかった時間 {\displaystyle t_{s}}は以下の式で表される。
{\textstyle t_{p}={\frac {d}{v_{p}}}}, {\textstyle t_{s}={\frac {d}{v_{s}}}}
ここで初期微動継続時間を{\displaystyle t}とすると、
{\displaystyle {\begin{aligned}t&=t_{s}-t_{p}\\&={\frac {d}{v_{s}}}-{\frac {d}{v_{p}}}\\\end{aligned}}}
ゆえに震源距離 {\displaystyle d}は、
{\displaystyle d={\frac {v_{p}\cdot v_{s}}{v_{p}-v_{s}}}\times t}{\displaystyle {\frac {v_{p}\cdot v_{s}}{v_{p}-v_{s}}}}は通常6 - 8 km/秒で大森係数 {\displaystyle k} と置かれ、大森公式は {\textstyle d=kt} である。
例）初期微動継続時間（P波が到達してからS波が到達するまでの時間）が10秒のとき、大森係数 {\displaystyle k} = 8 km/s ならば、震源までの距離は80 km。

## 余震に関する大森公式
余震に関する大森公式（または、大森則、Omori formula for aftershock あるいは Omori's law）は、本震後の余震の回数が時間に関してべき乗則にしたがい減衰することをあらわす式である。1894年、大森房吉が発表した。
本震からの経過時間{\textstyle t}における単位時間あたりの余震回数 {\displaystyle N(t)}は次のようになると報告。
{\displaystyle N(t)={\frac {K}{t+c}}}

## 改良大森公式
後の1957年および1961年、宇津徳治がこれを以下のように改良している。
{\displaystyle N(t)={\frac {K}{(t+c)^{p}}}}
ここで {\displaystyle p} は減衰に関する指数。